# Mościska (gmina)
Mościska – dawna gmina wiejska w powiecie mościskim województwa lwowskiego II Rzeczypospolitej. Siedzibą gminy było miasto Mościska, które nie należało do gminy.
Gminę utworzono 1 sierpnia 1934 r. w ramach reformy na podstawie ustawy scaleniowej z dotychczasowych gmin wiejskich: Czyszki, Hodynie, Koniuszki Nanowskie, Krysowice, Lacka Wola, Laszki Gościńcowe, Pakość, Podgać, Rudniki, Rustweczko, Rzadkowice, Strzelczyska, Sułkowszczyzna, Trzcieniec, Zakościele i Zawada.
Pod okupacją niemiecką w Polsce (GG) części gminy Mościska włączono do nowo utworzonych gmin: Czerniawa (Hodynie) i Myślatycze (Koniuszki Nanowskie, Pakość i Rustweczko) oraz do gminy Twierdza (Laszki Gościńcowe). Do gminy Mościska włączono natomiast gromadę Lipniki z gminy gminy Twierdza.
Po II wojnie światowej obszar gminy został odłączony od Polski i włączony do Ukraińskiej SRR.